# Tout pour la lumière
Production
Diffusion
Tout pour la lumière est un feuilleton télévisé français réalisé par Nicolas Herdt d'après un scénario de Coline Assous, Yentl Coubes et Maxime Cormier.
Cette fiction est une production de Studio TF1, diffusée en Belgique depuis le 15 juin 2025 sur RTL TVI et en France depuis le 16 juin 2025 à 18 h 00 sur TF1 et en simultané sur Netflix.

## Synopsis
Victoria Vargas revient à La Ciotat après plusieurs années. Elle a tourné le dos à sa famille, mais également à sa carrière de chanteuse 20 ans plus tôt suite à un drame. Mais sa mère étant dans le coma, elle décide de rentrer dans sa ville natale. Elle découvre le Studio Lumière, tenu par sa mère, où des talents chantent et dansent.

## Distribution

### L'équipe du Studio Lumière
- Joy Esther : Victoria Vargas, coach de chant et pédopsychologue
- Isabel Otero : Florence Delaunat, directrice
- Gilles Cohen : Joël Louvet, professeur de composition
- Prudence Leroy : Justine Daoust, directrice adjointe
- Lannick Gautry : Max Vargas, professeur de sport et mari de Victoria
- Maud Jurez : Marina Malinowski, professeure de danse
- Louis Duneton : Hadrien Verzeroli, ingénieur son
- Ilan Evans : Ali Carvalho, coach d'expression scénique
- Aurélien Wiik : Swann Delaunat

### Les élèves du Studio Lumière
- Louve Le Coadou : Baya Vargas, fille de Victoria
- Clément Massy : Éden Louvet, demi-frère de Victoria
- Marco Bouttin : Noah Goldberg, amoureux d'Iris
- Amaya Carreté : Tess André, influenceuse
- Charlie Loiselier : Maddie Duchassin
- Marie Fèvre-Scheuermann : Solenn Verzeroli, étudiante de deuxième cycle
- Marie Alexandre : Élise Verzeroli, fille d'Éric
- Loris Triolo : Élimane
- Yara Charry : Sultana
- Flore Bonaventura : Iris Boissier (Delaunat), nutritionniste pour une ONG au Mali durant 10 ans, compagne de Swann (frère de Victoria)
- Abdellah Boujalal : Mohamed El Hachem
- Vike : Nils Carpentier
- Gwendal Marimoutou : Jacob
- Alex Doux : Julian Deschamps, serveur au bar Le Comète

### Autres personnages
- Michaël Cohen : Éric Verzeroli, patron du bar Le Comète
- Jordi Le Bolloc'h : Ludovic Beauvois, capitaine de police
- Mathieu Madénian : Roman Vincon, directeur du label « RV Records »
- Vitaa : Ophélia, artiste venue donner des masterclass
- Isabelle Vitari : L'ex femme d'Éric Vérzeroli

## Production

### Genèse et développement
Cette fiction est une de production de Studio TF1 et une codiffusion de TF1 et Netflix,,.
La série est créée et écrite par Coline Assous, Yentl Coubes et Maxime Cormier, et réalisée par Nicolas Herdt.
Netflix, qui coproduit la série, la diffusera avec 3 jours d'avance sur TF1,,,,.
Ara Aprikian, directeur général des contenus du groupe TF1, indique que « Tout pour la lumière s'inspire des grandes séries telles que Glee, Fame et Un, dos, tres. Les téléspectateurs retrouveront des performances artistiques au sein de cette série dramatique pensée comme une grande saga familiale. »,.

### Attribution des rôles
Le corps professoral du Studio Lumière est représenté par des acteurs professionnels, connus pour leur participations à des séries télévisées ou à des téléfilms, comme Joy Esther, Isabel Otero, Gilles Cohen, Lannick Gautry et Prudence Leroy.
De leur côté, la plupart des jeunes talents sont des anciens candidats des émissions The Voice (Gwendal Marimoutou, Vike, Marco Bouttin, Clément Massy, Loris Triolo, Alex Doux), The Voice Kids (Abdellah Boujalal et Charlie Loiselier) et The Voice Belgique (Marie Alexandre),,.

### Tournage
Le tournage de la série a commencé le 3 mars 2025 à La Ciotat et dans les studios de la Belle de Mai à Marseille, dans le département des Bouches-du-Rhône en région Provence-Alpes-Côte d'Azur,,,,,.

### Fiche technique
Sauf indication contraire, les informations mentionnées dans cette section peuvent être confirmées par la base de données cinématographiques Allociné,  présente dans la section « Liens externes ».
- Titre français : Tout pour la lumière
- Réalisation : Sophie Galibert, Nicolas Herdt, Jérôme Navarro, Jason Roffe…
- Scénario : Coline Assous, Maxime Cormier et Yentl Coubes[1],[12]
- Costumes : Chantal Castelli
- Photographie : Sophie Ardisson et Julien Fillon
- Montage : Quentin Ayral, Corentin Bresson, Ulysse Chaudron, Aurore Collignon, Fabrice Lazardeux, Samuel Nicolas et Sébastien Pourcel
- Maquillage : Marie Combas
- Production : Martin Berléand et Céline François
- Sociétés de production : Studio TF1 et TP2L Prod
- Sociétés de distribution : TF1, TF1+ et Netflix[1],[5],[11],[3]
- Pays de production :  France
- Langue originale : français
- Format : couleur
- Genre : comédie musicale
- Nombre de saisons : 1
- Nombre d'épisodes : 90[13]
- Durée : 25 minutes
- Dates de première diffusion :
  - Netflix : 13 juin 2025[14],[15]
  - Belgique : 15 juin 2025 sur RTL TVI[16],[12]
  - France : 16 juin 2025 sur TF1[14],[15]

## Accueil

### Audiences

#### Saison 1 (2025)
Le 16 juin 2025, le premier épisode diffusé sur TF1 a été suivi par 1 070 000 téléspectateurs, soit 13,4 % de part de marché.

### Audiences
1. ↑  Florian Protat, « Tout pour la lumière : succès ou échec d'audience pour TF1 ? », sur toutelatele.com, 17 juin 2025.
2. ↑  Benjamin Rabier, « Audiences pré-access : Quel score pour le lancement de Tout pour la lumière, le nouveau feuilleton quotidien de TF1 ? », sur ozap.com, 17 juin 2025.
3. ↑  Benjamin Rabier, « Audiences pré-access : Tout pour la lumière, le 4e feuilleton quotidien de TF1, a-t-il confirmé son bon lancement ? », sur ozap.com, 18 juin 2025.
4. ↑  Benjamin Rabier, « Audiences pré-access : Tout pour la lumière chute sous les 10 % sur TF1, N'oubliez pas les paroles ! au plus bas sur France 2 », sur ozap.com, 19 juin 2025.
5. ↑  Benjamin Rabier, « Audiences access 20h : Raphaël Quenard fait du bien aux audiences de Quotidien sur TMC, Anne-Sophie Lapix réduit l'écart avec Gilles Bouleau », sur ozap.com, 19 juin 2025.
6. ↑  Ludovic Galtier Lloret, « Audiences pré-access : Tout pour la lumière a-t-il repassé le million de téléspectateurs et les 10 % de part de marché sur TF1 ? », sur ozap.com, 20 juin 2025.
7. ↑  Léa Stassinet, « Audiences access 20h : C à vous, la suite au plus haut depuis 1 mois sur France 5, plus d'1,5 million de téléspectateurs d'écart entre les "20 Heures" de Gilles Bouleau et d'Anne-Sophie Lapix », sur ozap.com, 20 juin 2025.
8. ↑  Jérémy Aknin, « Audiences pré-access : Tout pour la lumière a-t-elle achevé sa première semaine de diffusion sur une note positive sur TF1 ? », sur ozap.com, 21 juin 2025.
9. ↑  Jérémy Aknin, « Audiences access 20h : Anne-Claire Coudray toujours largement leader devant Laurent Delahousse, Quotidien Week-end et The Detective Club au plus bas », sur ozap.com, 21 juin 2025.
10. 1 2  Émilie Paul, « Tout pour la lumière : première semaine décevante pour le feuilleton de TF1 », sur tvmag.lefigaro.fr, 21 juin 2025.
11. ↑  Benjamin Rabier, « Audiences pré-access : N'oubliez pas les paroles ! et Nagui s'effondrent sur France 2, C dans l'air et Caroline Roux cartonnent sur France 5 », sur ozap.com, 24 juin 2025.
12. ↑  Ludovic Galtier Lloret, « Audiences access 20h : Dans le match des 20 Heures, Gilles Bouleau frôle les 30 % de part de marché sur TF1, Anne-Sophie Lapix démarre mal sa dernière semaine sur France 2 », sur ozap.com, 24 juin 2025.
13. ↑  Ludovic Galtier Lloret, « Audiences pré-access : Après avoir signé leur pire score de saison, N'oubliez pas les paroles ! et Nagui ont-ils remonté la pente sur France 2 ? », sur ozap.com, 25 juin 2025.
14. ↑  Ludovic Galtier Lloret, « Audiences access 20h : Invitée de Yann Barthès, Delphine Ernotte, présidente de France Télévisions, a-t-elle intéressé les téléspectateurs de Quotidien sur TMC ? », sur ozap.com, 25 juin 2025.
15. ↑  Ludovic Galtier Lloret, « Audiences pré-access : Tout pour la lumière chute à son plus bas niveau sur TF1, N'oubliez pas les paroles ! et Nagui souffrent encore sur France 2 », sur ozap.com, 26 juin 2025.
16. ↑  Ludovic Galtier Lloret, « Audiences access 20h : Avant son dernier 20 Heures ce soir sur France 2, Anne-Sophie Lapix a-t-elle réduit l'écart avec Gilles Bouleau sur TF1 ? », sur ozap.com, 26 juin 2025.
17. ↑  Ludovic Galtier Lloret, « Audiences pré-access : Record pour Demain nous appartient dans une excellente dynamique sur TF1, Tout pour la lumière plonge encore », sur ozap.com, 27 juin 2025.
18. ↑  Benjamin Rabier, « Audiences access 20h : Quel score pour le dernier JT d'Anne-Sophie Lapix sur France 2 ? », sur ozap.com, 27 juin 2025.
19. ↑  Simon Bartkowiak, « Audiences pré-access : N'oubliez pas les paroles ! sur France 2 est-elle passée devant Ici tout commence et Demain nous appartient sur TF1 ? », sur ozap.com, 28 juin 2025.
20. ↑  Simon Bartkowiak, « Audiences access : La présence d'Indochine dans Quotidien sur TMC a-t-elle boosté les audiences de la dernière de la saison ? », sur ozap.com, 28 juin 2025.
21. ↑  Léa Stassinet, « Audiences pré-access : Carton pour C à vous, au plus haut depuis près de 2 mois, déception pour le retour du Juste prix sur M6 », sur ozap.com, 1er juillet 2025.
22. ↑  Benjamin Rabier, « Audiences access 20h : Lancement compliqué pour Nouveau jour, le nouveau feuilleton quotidien de M6 », sur ozap.com, 1er juillet 2025.
23. ↑  Benjamin Rabier, « Audiences pré-access : Samuel Étienne et Questions pour un champion au plus haut depuis un mois sur France 3, Tout pour la lumière chute encore sur TF1 », sur ozap.com, 2 juillet 2025.
24. ↑  Ludovic Galtier Lloret, « Audiences access 20h : Nouveau jour, le feuilleton quotidien de M6, a-t-il fait mieux que son épisode de lancement ? », sur ozap.com, 2 juillet 2025.
25. ↑  Benjamin Rabier, « Audiences pré-access : Record de l'année pour Slam et Théo Curin, les exploits de Virginie font du bien à N'oubliez pas les paroles ! sur France 2 », sur ozap.com, 3 juillet 2025.
26. ↑  Ludovic Galtier Lloret, « Audiences access 20h : 1 million de téléspectateurs d'écart entre Un si grand soleil sur France 3 et Nouveau jour, déjà en chute libre sur M6 », sur ozap.com, 3 juillet 2025.
27. ↑  Benjamin Rabier, « Audiences pré-access : Le juste prix avec Éric Antoine en grande difficulté sur M6, Quatre mariages pour une lune de miel impressionne sur cibles sur TFX », sur ozap.com, 4 juillet 2025.
28. ↑  Benjamin Rabier, « Audiences access 20h : Record de saison pour Un si grand soleil sur France 3, Nouveau jour, dans le rouge, dépasse de justesse le million de téléspectateurs sur M6 », sur ozap.com, 4 juillet 2025.
29. ↑  Simon Bartkowiak, « Audiences pré-access : Grâce à l'appel de Samuel Étienne, la dernière de Questions pour un champion en semaine a-t-elle battu un record sur France 3 ? », sur ozap.com, 5 juillet 2025.
30. ↑  Simon Bartkowiak, « Audiences access : Anne-Élisabeth Lemoine a-t-elle réalisé une bonne performance pour la dernière de la saison de C à vous sur France 5 ? », sur ozap.com, 5 juillet 2025.
31. 1 2  Benjamin Rabier, « Audiences access : Record de l'année pour Demain nous appartient sur TF1, le 19.45 de Xavier de Moulins au top sur M6, le retour des anciens booste Secret Story sur TFX », sur ozap.com, 8 juillet 2025.
32. 1 2  Benjamin Rabier, « Audiences access : 2,2 millions de téléspectateurs d'écart entre le 20 Heures de Gilles Bouleau sur TF1 et celui de Sonia Chironi sur France 2 », sur ozap.com, 9 juillet 2025.
33. 1 2  Benjamin Rabier, « Audiences access : Nouveau jour, le feuilleton de M6 s'effondre et signe son pire score depuis son lancement », sur ozap.com, 10 juillet 2025.
34. 1 2  Léa Stassinet, « Audiences access : L'arrivée de Jean-Luc Reichmann propulse Demain nous appartient à son plus haut sur TF1, Nouveau jour n'y arrive pas sur M6 », sur ozap.com, 11 juillet 2025.
35. 1 2  Jérémy Aknin, « Audiences access : The Detective Club au plus bas sur W9, nouveau record de saison pour Un si grand soleil sur France 3 », sur ozap.com, 12 juillet 2025.
36. 1 2  Ludovic Galtier Lloret, « Audiences access : Face à Jean-Baptiste Boursier sur TF1, Julien Arnaud a-t-il bien démarré son dernier été au 20 Heures de France 2 ? », sur ozap.com, 15 juillet 2025.
37. 1 2  Ludovic Galtier Lloret, « Audiences access : Julien Arnaud propulse le 20 Heures de France 2 à son plus haut niveau depuis presque 3 mois, record pour Le juste prix avec Éric Antoine sur M6 », sur ozap.com, 16 juillet 2025.
38. 1 2  Ludovic Galtier Lloret, « Audiences access : Record de saison pour Ici tout commence sur TF1, Nouveau jour souffre toujours mais se rapproche du million sur M6 », sur ozap.com, 17 juillet 2025.
39. 1 2  Ludovic Galtier Lloret, « Audiences access : L'énorme carton de l'étape du Tour de France 2025 propulse Vélo club et Laurent Luyat à un niveau record sur France 2 », sur ozap.com, 18 juillet 2025.
40. 1 2  Simon Bartkowiak, « Audiences access : Record pour Le juste prix sur M6, bons scores pour N'oubliez pas les paroles ! sur France 2 », sur ozap.com, 19 juillet 2025.
41. 1 2  Ludovic Galtier Lloret, « Audiences : 1 mois après son lancement, quel bilan pour "Tout pour la lumière" sur TF1 ? », sur ozap.com, 19 juillet 2025 (consulté le 19 juillet 2025).
42. 1 2  Léa Stassinet, « Audiences access : Tout pour la lumière repasse pour la première fois depuis son lancement le million de téléspectateurs sur TF1, double record pour Le juste prix sur M6 », sur ozap.com, 22 juillet 2025.
43. 1 2  Léa Stassinet, « Audiences access : La première victoire française sur le Tour de France 2025 booste Vélo Club avec Laurent Luyat qui explose son record sur France 2 », sur ozap.com, 23 juillet 2025.
44. 1 2  Léa Stassinet, « Audiences access : Cyrielle Stadler fait s'envoler le 19.45 de M6, carton pour Demain nous appartient qui explose son record de saison sur TF1 », sur ozap.com, 24 juillet 2025.
45. 1 2  Léa Stassinet, « Audiences access : Plus d'1,5 million de téléspectateurs d'écart entre les 20 Heures de Jean-Baptiste Boursier sur TF1 et Julien Arnaud sur France 2 », sur ozap.com, 25 juillet 2025.
46. 1 2  Jérémy Aknin, « Audiences access : Le retour d'Audrey Crespo-Mara sur TF1 offre un record au 20 Heures pour une édition du vendredi, Nouveau jour rechute sur M6 », sur ozap.com, 26 juillet 2025.
47. 1 2  Ludovic Galtier Lloret, « Audiences access : Julien Arnaud mène le 20 Heures de France 2 à son plus haut depuis le 8 mai, record pour Tout pour la lumière sur TF1 », sur ozap.com, 29 juillet 2025.
48. 1 2  Ludovic Galtier Lloret, « Audiences access : Record pour The Detective Club sur W9, Secret Story tout proche de ses meilleurs scores de saison sur TFX », sur ozap.com, 30 juillet 2025.
49. 1 2  Ludovic Galtier Lloret, « Audiences access : 1,3 million de téléspectateurs d'écart entre les 20 Heures de Jean-Baptiste Boursier sur TF1 et de Julien Arnaud sur France 2 », sur ozap.com, 31 juillet 2025.
50. 1 2  Ludovic Galtier Lloret, « Audiences access : Pour sa dernière, Julien Arnaud fixe la meilleure part d'audience du 20 Heures de France 2 de l'année 2025 », sur ozap.com, 1er août 2025.
51. 1 2  Simon Bartkowiak, « Audiences : Succès pour N'oubliez pas les paroles ! sur France 2, petit score pour la quotidienne de Secret Story sur TFX », sur ozap.com, 2 août 2025.
52. 1 2  Benjamin Rabier, « Audiences access : Débuts réussis pour Salhia Brakhlia dans C dans l'air sur France 5, Nouveau jour toujours dans le rouge sur M6 malgré le retour d'En famille », sur ozap.com, 5 août 2025.
53. 1 2  Benjamin Rabier, « Audiences access : Record de saison pour Ici 19/20 sur France 3, plus d'1,6 million de téléspectateurs d'écart entre Jean-Baptiste Boursier sur TF1 et Julien Benedetto sur France 2 », sur ozap.com, 6 août 2025.
54. 1 2  Benjamin Rabier, « Audiences access : L'arrivée de Vitaa dans Tout pour la lumière a-t-elle permis à la série de TF1 de dépasser le million de téléspectateurs ? », sur ozap.com, 7 août 2025.
55. 1 2  Benjamin Rabier, « Audiences access : Boostée par une rediffusion d'Alex Hugo, Un si grand soleil explose son record depuis son arrivée sur France 3 », sur ozap.com, 8 août 2025.
56. 1 2  Jérémy Aknin, « Audiences access : Pas d'effet finale pour The Detective Club sur W9, Julien Benedetto réduit l'écart avec Audrey Crespo-Mara », sur ozap.com, 9 août 2025.
57. 1 2  Benjamin Rabier, « Audiences pré-access : Sonia Chironi à la tête du 20 Heures de France 2 a-t-elle réussi à faire de l'ombre à Jean-Baptiste Boursier sur TF1 ? », sur ozap.com, 12 août 2025.
58. 1 2  Benjamin Rabier, « Audiences pré-access : La villa des cœurs brisés remonte en flèche sur TFX, les feuilletons de M6 en grande difficulté », sur ozap.com, 13 août 2025.
59. 1 2  Benjamin Rabier, « Audiences access : Ici 19/20 s'envole sur France 3, 66 000 téléspectateurs d'écart entre Nagui sur France 2 et Demain nous appartient sur TF1 », sur ozap.com, 14 août 2025.
60. 1 2  Simon Bartkowiak, « Audiences access : Moins de 10 000 curieux d'écart entre Demain nous appartient sur TF1 et N'oubliez pas les paroles ! sur France 2, bons scores sur cibles pour le 19.45 sur M6 », sur ozap.com, 15 août 2025.
61. 1 2  Jérémy Aknin, « Audiences access : Audrey Crespo-Mara leader sur TF1 mais sous les 30 %, forte baisse pour N'oubliez pas les paroles ! sur France 2 », sur ozap.com, 16 août 2025.
62. 1 2  Benjamin Rabier, « Audiences access : Bon lancement pour la saison 4 des Cinquante sur W9, plus de 10 points d'écart entre le 20 Heures de Jean-Baptiste Boursier sur TF1 et celui de Sonia Chironi sur France 2 », sur ozap.com, 19 août 2025.
63. 1 2  Benjamin Rabier, « Audiences access : 50 000 téléspectateurs d'écart entre Demain nous appartient, N'oubliez pas les paroles et Ici 19/20 », sur ozap.com, 20 août 2025.